# 金井勝
金井 勝（かない かつ、1936年7月9日 - ）は、日本の映画監督、映像作家。神奈川県出身。

## 略歴
日本大学芸術学部映画学科を卒業後、大映東京撮影所を経てフリーランサーとなり、テレビドキュメンタリーの演出などをしながら「かない勝丸プロダクション」を結成して前衛作品を発表する。
受賞作は、『無人列島』がニヨン国際ドキュメンタリー映画祭：グランプリ、『夢走る』がメルボルン映画祭：最優秀短篇劇映画賞、『スーパードキュメンタリー前衛仙術』がオーバーハウゼン国際短篇映画祭：国際批評家連盟賞。
『無人列島』、『Good-bye』、『王国』の＜微笑う銀河系・三部作＞発表当初から、『無人列島』を中心に海外での上映も少なからずあったが、オーバーハウゼン国際短編映画祭での＜回顧展＞を皮切りに映画祭や学会などで＜選集や全集＞が組まれ、そのトークショーにドイツ、アメリカ、イギリス、ベルギー、スイス、フランスに招待されている。

## 監督作品
- 無人列島（1969年）
- GOOD－BYE（1971年）
- 王国（1973年）
- 夢走る（1987年）
- 一本勝負の螽斯（1988年）
- ジョーの詩が聴える（1989年）
- 時が乱吹く（1991年）
- 聖なる劇場（1998年）
- スーパードキュメンタリー前衛仙術（2003年）